# 五十嵐邁
五十嵐 邁（いがらし すぐる、1924年9月21日- 2008年4月6日）は、日本の昆虫学者。アゲハチョウ科を中心にチョウの幼虫期の形態を研究した。ノンフィクション作家、実業家としても業績を残した。

## 経歴・人物
長崎県佐世保市生まれ。少年時代より昆虫少年として活動する。1947年東京帝国大学工学部建築学科を卒業。大成建設に就職して海外の現場を率先して引き受けつつ、赴任先では未解明のチョウの幼虫期の研究も行い、次々に成果を挙げた。この研究により、1983年理学博士（京都大学）、学位論文は「The classification of the Papilionidae mainly based on the morphology of their immature stages（幼生期形態に主眼を置いたアゲハチョウ科の分類）」。
実業家としては、1979年から1985年にかけて大成建設取締役、1990から1996年にかけて信越半導体取締役を務めた。定年退職後、退職金をつぎ込み、それまで全く幼虫期の生態や形態が不明だったテングアゲハ（Teinopalpus imperialis）の調査団を結成し、ヒマラヤ山脈のふもと、インドのダージリンで探索を行った。その結果、キャンベリーモクレンが食樹であることを明らかにするとともに、各齢の幼虫形態の記載を行った。

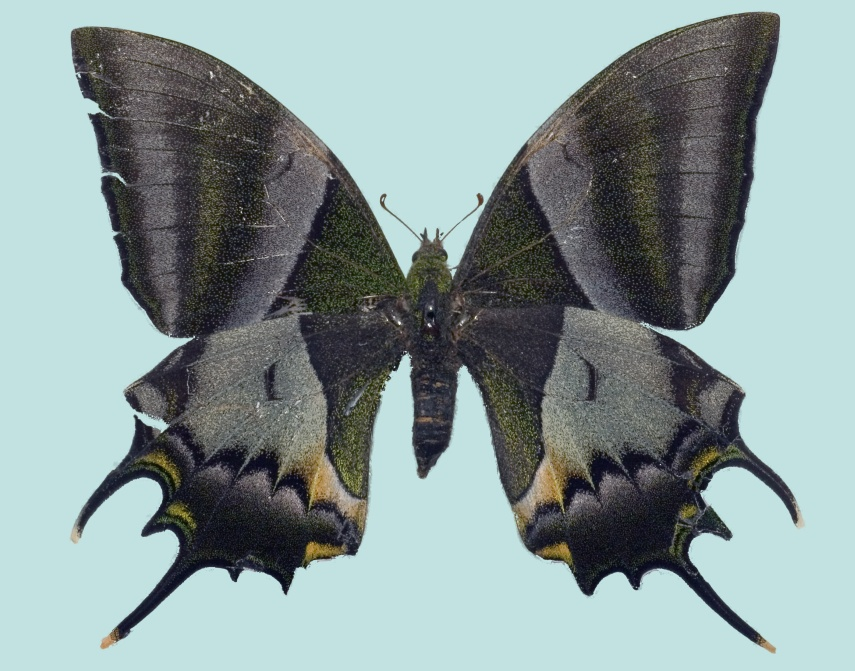
テングアゲハTeinopalpus imperialis（雌）

チョウを対象とした学会である日本蝶類学会の発起人・初代会長を務め、職を退いたのちに名誉会長となる。なお、日本蝶類学会の会名・学会誌名には五十嵐の研究対象であった「テングアゲハ」が通称として用いられており、学会誌の表紙も飾っている。
作家としても、フィクション、ノンフィクション両面で著作を残している。父の五十嵐恵が美保関事件で沈没した駆逐艦蕨の艦長であったことから、事件の顛末を追跡調査して執筆したノンフィクション『黒き日本海に消ゆ―海軍・美保関遭難事件』と『美保関のかなたへ―日本海軍特秘遭難事』のほか、海外赴任中の体験をベースに著した小説『ある飾られた死』と『クルドの花』が知られる。自身も他の作家の記した小説のモデルとなっており、芝木好子は五十嵐を主人公のモデルにして『黄色い皇帝』を執筆した。同作は『旅立ちは愛か』のタイトルでテレビドラマ化された。
2008年4月6日、胃癌により死去。享年83。妻の昌子（よしこ）は、小坂徳三郎の娘である。
死後、昌子の意向で膨大なチョウのコレクションが東京大学に寄贈された。コレクションは東南アジア産のチョウ類を主とする約10万点のチョウ類標本、5000点以上のチョウ類幼生期の写真や描図などであり、現在取引できない種や世界に数頭しか存在しないチョウ類標本やタイプ標本、昆虫史研究で成果を残した磐瀬太郎の書籍、トンボ研究の第一人者朝比奈正二郎の満州産チョウ類標本などが含まれる。

## 著書
- 『クルドの花』朝日新聞社、1975
- 『黒き日本海に消ゆ―海軍・美保関遭難事件』講談社、1978
- 『美保関のかなたへ―日本海軍特秘遭難事』角川学芸出版、2005
- 『ある飾られた死』東京図書出版会、2005
- 『世界のアゲハチョウ』講談社、1979
- 『アジア産蝶類生活史図鑑』1-2　東海大学出版会、1997-2000
- 『蝶と鉄骨と』東海大学出版会、2003
- 『アゲハ蝶の白地図』世界文化社、2008